# Духанино

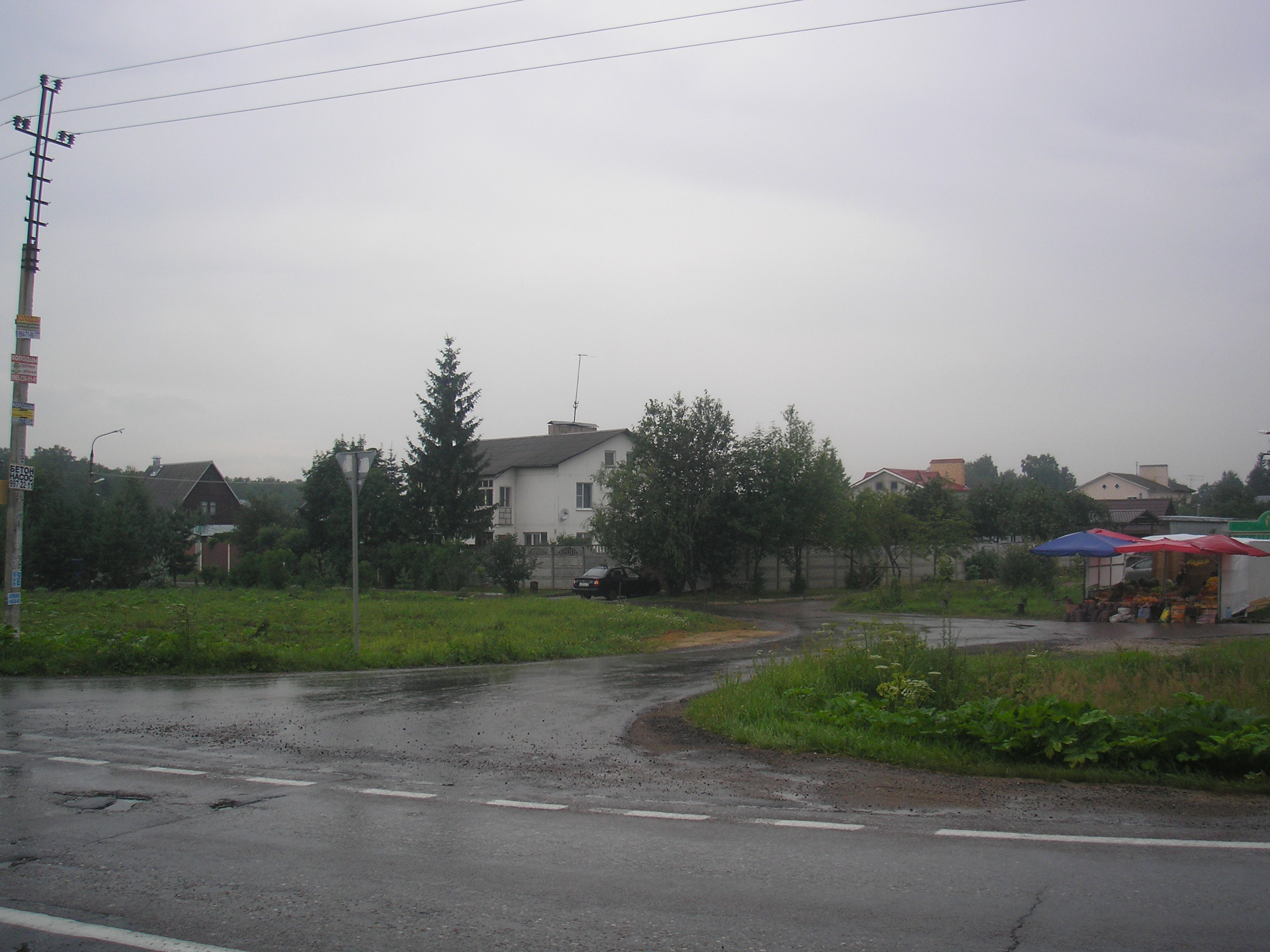

Духанино — деревня в Ермолинском сельском поселении Истринского района Московской области. Население — 206 чел. (2010), в деревне 3 улицы, зарегистрировано 2 садовых товарищества. С Истрой связан автобусным сообщением (автобус № 30К. Платф. Истра — Духанино).
Находится у истоков впадающего в Колоколенку безымянного ручья, примерно в 7 км на северо-восток от Истры, высота над уровнем моря 200 м. Ближайшие населённые пункты: Холмы в 1,5 км на восток, Сысоево в 1,5 км на юг и Сокольники в 1 км на юго-запад.
В 1994—2006 годах Духанино — центр Духанинского сельского округа.
Духанинский стекольный завод (1639—1721) рассматривается историками как первое подобное масштабное предприятие такого рода в России.

## Достопримечательности
- В 2,6 км западнее-северо-западнее деревни находится археологический памятник XV—XVI веков — селище «Духанино-I»[5].

## Население
| 2002 | 2006 | 2010 |
| ---- | ---- | ---- |
| 186  | ↘167 | ↗206 |